# George Saintsbury
George Edward Bateman Saintsbury, född den 23 oktober 1845 i Southampton, död den 28 januari 1933 i Bath, var en engelsk litteraturhistoriker.
Saintsbury studerade i Oxford och var flera år lärare i klassiska språk. År 1875 debuterade han som kritiker i Academy och var en framstående medarbetare i Saturday Review. Åren 1895–1915 var Saintsbury professor i retorik och engelsk litteratur vid universitetet i Edinburgh. Han gjorde sig först bemärkt genom en biografi över Dryden (1881, i serien: English Men of Letters), av vars arbeten han ombesörjde en ny upplaga (en revision av Walter Scotts). Särskilt uppseende väckte hans Short history of french literature (1882 och senare). 
Vidare skrev han History of Elizabethan literature (1887), Essays in English literature 1780–1860 (2 band, 1890 och 1895), Essays on french novelists (1891), Miscellaneous essays (1892), Corrected impressions, essays on Victorian writers (1895), History of nineteenth century literature (1896), A short history of english literature (1898 och senare), en upplaga av Minor Caroline Poets of the Caroline period (2 band, 1905–1906). 
Han redigerade serien Periods of european literature, i vilken han själv skrev The flourishing of romance and the rise of allegory (1897), The earlier renaissance (1901) och The later nineteenth century (1909). Hans mest betydande arbeten är A history of criticism (3 band, 1900-04), med supplement, Loci critici, passages illustrative of critical theory and practice (1903) och A history of english prosody from the 12:th century to the present day (3 band, 1906–1910).
Därtill kom Fielding (1909), Historical manual of english prosody (1910), A history of english prose rhythm (1912), The english novel (1913), A first book of english literature (1914), The peace of the augustans (1915), A history of the french novel (2 band, 1917–1919), Notes on a cellar book (1920), A letter-book (1922), A scrap book (samma år), A second scrap book (1923) och Collected essays and papers (3 band, samma år) samt skolböcker och skolupplagor av engelska och franska författare.